# Давид і чарівна перлина
Давид і чарівна перлина (шв. David och de magiska pärlorna; пол. Dawid i Sandy; міжнародно відомий як David & Sandy) — польсько-шведський анімаційний фільм, випущений у 1988 році.

## Опис
Девід, хлопчик, який живе зі своїми батьками в маленькій хатині в джунглях, на свій день народження не тільки отримує надійне цуценя на ім'я Піпс, але також подружився з дитинчам орла, якого назвав Сенді. Вони виявляють, що стереотипний бос, містер Стелмор (на ім'я в англійській версії), шукає набір перлин, які повинні були зберігатися групою прибульців, які висадилися в джунглях. Також вони зустріли жінку на ім'я Фавн Доу, яка є рабинею містера Стелмора, яка відловлює тварин і поміщає їх у клітки. Пізніше Девід дізнався, що Фавн не така вже й погана, як здається, і тепер вона переодягнулася в одяг Природи як жінка-природа, яка розуміє, чому важливо берегти перлини. Тепер тріо має об'єднатися і врятувати джунглі від містера Стелмора, який також задумав знищити джунглі бульдозером і побудувати на їхньому місці місто.

## Акторський склад
| Особа                | шведська         | польська           | англійська     |
| -------------------- | ---------------- | ------------------ | -------------- |
| Девід                | Мартін Ліндстрем | Єва Злотовська     | Крістін Кавано |
| Мадам Раск (Фавн До) | Міа Бенсон       | Єва Каня           | Ванда Новіцкі  |
| Батько Девіда        | Гуннар Ернблад   | Єжи Молга          | Дуг Стоун      |
| Мати Девіда          | Гунілла Норлінг  | Єва Жуковська      | Мелора Гарт    |
| Бос (Містер Стелмор) | Оке Ліндстрьом   | Тадеуш Влударський | Стів Крамер    |
| Самуель              | Невідомо         | Єжи Молга          |                |
| Рожевий слон         | Невідомо         | Тадеуш Влударський |                |
| Печера Тікі          | Невідомо         | Невідомо           | Френк Велкер   |
| Піпси                | Невідомо         | Невідомо           | Боб Берген     |
| жінка                | Невідомо         | Невідомо           | Лара Коді      |

### Додаткові голоси
- Барбара Гудсон

## Нагороди
- 1987 — Премія керівника кінематографії імені Вєслава Земби в галузі анімаційного кіно
- 1988 — Wiesław Zięba Poznań (FF for Children) — Нагорода дитячого журі